# Pentax *ist
Pentax «*ist» — малоформатный однообъективный зеркальный фотоаппарат с автофокусом, выпускавшийся компанией Pentax Corporation с февраля 2003 до 2004 года в серебристо-чёрном исполнении. Анонсирован как самая маленькая и лёгкая зеркальная камера с автофокусом.
«*ist» была призвана заменить собой MZ-5 и MZ-3, несмотря на то, что управление этой камерой было гораздо ближе к моделям MZ-6 и MZ-7. Режим работы задавался с помощью кругового селектора-диска, расположенного сверху слева. Под ним рычажок выбора режима экспозамера: матричный, центрально-взвешенный, точечный. Управление экспопараметрами осуществляется с помощью колёсика, расположенного на верхней части камеры справа от видоискателя. Управление питанием камеры и репетир диафрагмы производятся одним диском, расположенным вокруг спусковой кнопки (по аналогии с MZ-S). Рядом находится кнопка экспокоррекции и выбора диафрагмы в ручном режиме. Традиционно для автофокусных аппаратов Pentax, переключатель режимов фокусировки располагается слева от объектива. На этом сходство «*ist» с более старыми камерами Pentax заканчивается. Задняя панель аппарата имеет:
- крупный черно-белый ЖК-монитор с подсветкой,
- четырёхпозиционную клавишу (joypad) выбора точки фокусировки,
- совмещённый с ней диск-селектор для выбора точечного или мультисегментного фокуса,
- кнопки подъёма вспышки, блокировки экспонометра, настройки брекетинга, режимов вспышки, транспортировки плёнки и настройки режима впечатывания даты

Ради уменьшения габаритов корпуса кассета с плёнкой переехала со своего традиционного места на правую сторону аппарата. Как и старшая модель MZ-S, «*ist» выпускалась со встроенным устройством впечатывания даты в кадр.

## Дальнейшее развитие
«*ist» — последняя производившаяся малоформатная зеркальная плёночная камера Pentax. В дальнейшем фирма полностью перешла на выпуск только цифровых малоформатных зеркальных камер.

## Совместимость
«*ist» может работать с любыми объективами Pentax, которые могут работать в режиме «А». С прочими объективами (или если на объективе вместо «А» выбрано числовое значение диафрагмы) съемка в автоматических режимах производится только на открытой диафрагме (диафрагма не закрывается вне зависимости от установленного значения), в режиме «M» съемка возможна при любых значениях диафрагмы, экспозамер при этом не работает. Также необходимо учесть ещё несколько нюансов:
- существуют объективы рассчитанные для использования с APS-C-камерами. Такие объективы дадут сильнейшее виньетирование;
- с объективами оснащёнными креплением KAF3 и KF не будет работать автофокус. Подтверждение фокусировки работать будет.